# Wyatt Halliwell
Wyatt Matthew Halliwell er en fiktiv figur I den amerikanske tv-serie Heksene fra Warren Manor. Han er Leo Wyatt og Piper Halliwells første barn og søn. Han er storebror til Chris Halliwell og Melinda Halliwell.
Wyatt er ofte blevet set i to aldre, derfor er han blevet spillet af tre skuespillere. De enæggede tvillinger Jason & Kristopher Simmons deler rollen som 3-årige Wyatt og skuespilleren Wes Ramsey spiller 25-årige Wyatt og er blevet vist i fire episoder i modsætning til tvillingerne, som næsten har været med i alle episoderne siden sæson 5.

## Biografi
Wyatt Matthew Halliwell blev født 2. februar 2003. I en profeti stod der at et dobbelt velsignet magisk barn ville blive født den dag, hvor tre planeter ville blive opstillet på linje. Og barnet ville være en af de mest kraftigste magiske væsner som nogensinde var blevet født. Wyatt er så det barn. Da det Onde fandt ud af graviditeten og babyens kræfter begyndte de at planlægge hvordan de ville kidnappe ham og opdrage ham til at være ond. Da babyen så blev født begyndte mange onde væsner at kidnappe barnet, men Halliwell søstrene stoppede dem. Selvom Piper og Leo vidste hvor kraftfuld deres barn ville være, havde de ikke regnet med at han ville være så kraftfuld. Da søstrene fandt ud af at alle onde væsener var ude efter barnet vidste de, at de skulle beskytte ham ekstra meget.
Da Paige installerede en "ond-alarm-detektor" for at beskytte Wyatt fandt han hurtigt ud af, at hans forældre og mostre hurtig ville løbe over til ham. Derfor begyndte han at bruge sine kræfter til at starte alarmen, så de skulle kom henne til ham, hvilket stressede dem meget.
Han er er opkaldt efter hans far Leo Wyatt, og hans moster Paige Matthews. Derfor kom han til at hedde Wyatt Matthew Halliwelll.

## Dreng eller pige
Da Prue, Piper og Phoebe rejste til fremtiden, var Piper og Leos første og eneste barn en pige, Melinda. Og da Piper pludselig blev gravid forventede de alle sammen, at hun ville føde en datter. Da hun uventet fødte en dreng, blev de alle sammen overrasket, men stadig glade. I sidste afsnit af serien fik man at vide, at Piper og Leo alligevel får sin datter, men det er deres tredje barn og ikke første, og hun er heller ingen whiteligher, da Leo blev menneske i sæson 7.